# Отрощенко, Александр Иванович
Александр Иванович Отрощенко  (род. 21 марта 1962, Ставрополь) — советский и российский военный лётчик и военачальник. Командующий 45-й армией ВВС и ПВО Северного флота (2015 — 2024), командир смешанного авиационного корпуса Северного флота (с 2024). Заслуженный военный лётчик Российской Федерации, военный лётчик-снайпер, генерал-лейтенант (2019).
Начальник морской авиации Черноморского флота (2010—2013), начальник морской авиации Северного флота (2013—2015).

## Биография
Родился 21 марта 1962 года в Ставрополе. Проходил срочную военную службу матросом морской пехоты на Балтийском флоте. В 1981 году поступил и в 1985 году окончил с отличием Ставропольское высшее военное авиационное училище лётчиков и штурманов ПВО.
Военную службу после окончания училища проходил на лётных командных должностях, прошёл все ступени от старшего лётчика до заместителя командира эскадрильи. В 1991 году поступил и в 1994 году окончил с отличием Военную командную академию противовоздушной обороны имени Маршала Советского Союза Г. К. Жукова. Далее проходил службу в должностях командира авиационной эскадрильи, заместителя командира истребительного авиационного полка ПВО по лётной подготовке, командира 865 истребительного авиационного полка морской авиации Тихоокеанского флота, заместителя командующего войсками и силами на Северо-Востоке по ВВС и ПВО (июнь 2005 — сентябрь 2010). С отличием окончил Военную академию Генерального штаба Вооружённых сил Российской Федерации (2003—2005).
С сентября 2010 по март 2013 года — начальник морской авиации Черноморского флота.
29 марта 2013 года назначен на должность начальника морской авиации Северного флота.
В апреле 2015 года назначен на должность командующего 45-й армией ВВС и ПВО Северного флота.
22 февраля 2019 года присвоено воинское звание генерал-лейтенант.
Сын — Александр Отрощенко, военный лётчик.
Заслуженный военный лётчик Российской Федерации, имеет классную квалификацию «Военный лётчик-снайпер». Общий налёт на различных типах самолётов составляет более 2000 часов.

## Награды
- Орден «За заслуги перед Отечеством» IV степени с мечами;
- Орден «За военные заслуги»;
- Медаль «70 лет Вооружённых Сил СССР»;
- Медаль «За отличие в военной службе» (Минобороны) I и II степеней;
- Медаль «Участнику военной операции в Сирии»;
- Медаль «Адмирал Флота Советского Союза С. Г. Горшков»;
- Медаль «За службу в морской пехоте»;
- Медаль «За службу в морской авиации»;
- Медаль «За безупречную службу» III степени;
- Почётное звание «Заслуженный военный лётчик Российской Федерации» (19.02.2008)[6];
- Памятный знак «Противовоздушная оборона России»;
- Квалификация «Военный лётчик-снайпер».
- Медали СССР;
- Медали РФ.